# Vincenz Ensinger
Vincenz Ensinger, auch Vinzenz, (* um 1422/23 in Bern; † nach 1493 in Konstanz) war ein schwäbischer Baumeister und Steinmetz. Sein Vater war Matthäus Ensinger und sein Bruder Moritz Ensinger.

## Werk
Ensinger vertrat 1448 seinen Vater zeitweise am Berner Münster und folgte ihm ans Ulmer Münster. 1450 ging er nach Straßburg. 1450 oder 1451 wurde er der Nachfolger seines Vaters am Berner Münsterbau. 1459 war er bereits Münsterbaumeister in Konstanz und 1460 arbeitete er am Martinsmünster Colmar. 1469/70 beschäftigte er sich mit der Aufrichtung des südlichen Turmes und des kleinen Kreuzgangs am Basler Münster. 1479 wurde er dort entlassen und wandte sich nach Konstanz ans Konstanzer Münster, wo er Kapellen an der Süd- und Nordseite baute. Auch dort wurde er 1489 nicht mehr beschäftigt, arbeitete aber gelegentlich bis 1493 noch in Konstanz.